# Ломикаменеві
Ломикаменеві (Saxifragaceae) — родина рослин порядку ломикаменецвітих (Saxifragales), налічує приблизно 640 видів що входять до 33 родів.

## Біоморфологічна характеристика
Це трави, багаторічні, рідко дворічні (Saxifraga) чи однорічні (Cascadia, Saxifraga). Можуть мати кореневища, столони, або не мати таких, іноді бувають цибулинки (Bolandra, Lithophragma, Micranthes, Saxifraga, Suksdorfia). Листки зазвичай у прикореневих розетках, іноді стеблові, зазвичай чергуються, іноді протилежні (Chrysosplenium, Lithophragma, Mitella, Saxifraga), зазвичай прості (складні в Astilbe, іноді складні в Lithophragma, Tiarella); прилистки відсутні або присутні; ніжки листка відсутні або присутні; краї листових пластинок цілі, зубчасті або пилчасті, війчасті або залозисто-війчасті. Суцвіття 2–300(1000+)- квіткові, як правило — кінцеві китиці, волоті, щитки (прості або складні), пірамідальні волоті або поодинокі квітки (Chrysosplenium, Lithophragma), іноді — пахвові щитки (Chrysosplenium); мають приквітки або ні. Квітки є зазвичай двостатевими, рідко одностатевими (Astilbe, Saxifraga) й актиноморфними; у них (4)5(6) чашолистків, (4)5(6) пелюсток або відсутні, (2)5(10) тичинок. Плоди коробочкові, іноді стручкоподібні (Cascadia, Micranthes). Насіння 5–200, жовтувато-коричневе, коричневе, темно-коричневе, чорне, червонувато-коричневе або червоне, рідко крилате (Astilbe, Jepsonia, Sullivantia), еліпсоїдне, веретеноподібне, яйцеподібне, довгасте, кулясте, довгасто-циліндричне, гладке, зморшкувате, ребристе, сосочкове, щербате, рифлене, бородавчасте, з округлими виступами, зморшкувате чи колюче.
Найбільш відомі види цієї родини:
- бадан товстолистий (Bergenia cordifolia)
- ломикамінь зірчастий (Saxifraga stellaris)
- ломикамінь супротивнолистий (Saxifraga oppositifolia)
- ломикамінь волосистий (Saxifraga paniculata)
- толмія (Tolmiea)

## Роди
Згідно з APweb родина містить 695 видів, а список валідних родів такий:
1. Astilbe
2. Astilboides
3. Bensoniella
4. Bergenia
5. Bolandra
6. Boykinia
7. Cascadia
8. Chrysosplenium
9. Conimitella
10. Darmera
11. Elmera
12. Heuchera
13. Jepsonia
14. Leptarrhena
15. Lithophragma
16. Micranthes
17. Mitella
18. Mukdenia
19. Oresitrophe
20. Peltoboykinia
21. Rodgersia
22. Saniculophyllum
23. Saxifraga
24. Saxifragodes
25. Saxifragopsis
26. Suksdorfia
27. Sullivantia
28. Tanakaea
29. Telesonix
30. Tellima
31. Tiarella
32. Tolmiea